# Pompiliodes flavifascia
Pompiliodes flavifascia là một loài bướm đêm thuộc phân họ Arctiinae, họ Erebidae.